# Archäologisches Museum der Martin-Luther-Universität Halle-Wittenberg
Das Archäologische Museum der Martin-Luther-Universität Halle-Wittenberg, früher zeitweise Archäologisches Museum Robertinum, beherbergt die archäologischen Sammlungen der Universität Halle in Halle (Saale). Es befindet sich im 1889 bis 1891 errichteten Gebäude am Universitätsplatz; dieses erhielt im Jahr 1922 zur Erinnerung an Carl Robert den Ehrennamen Robertinum.
Im Jahre 1841 fasste die 1817 gegründete Vereinigte Friedrichs-Universität Halle-Wittenberg den Entschluss, eine archäologische Universitätssammlung einzurichten. Allerdings konnte erst der neu berufene Archäologe Ludwig Ross 1849 das kleine Museum als erste öffentliche Kunstsammlung in Halle eröffnen. Die Bemühungen seiner Nachfolger um ein eigenes Museumsgebäude führten erst im Jahr 1891 zum Erfolg. Es war Carl Robert vergönnt, die Sammlungen antiker Originale und Abgüsse von Skulpturen in ihr eigens errichtete Museumsgebäude am Universitätsplatz zu überführen und es am 9. Dezember 1891 feierlich zu eröffnen. Somit feierte das Archäologische Museum der Martin-Luther-Universität am Universitätsplatz am 9. Dezember 2016 sein 125-jähriges Jubiläum.

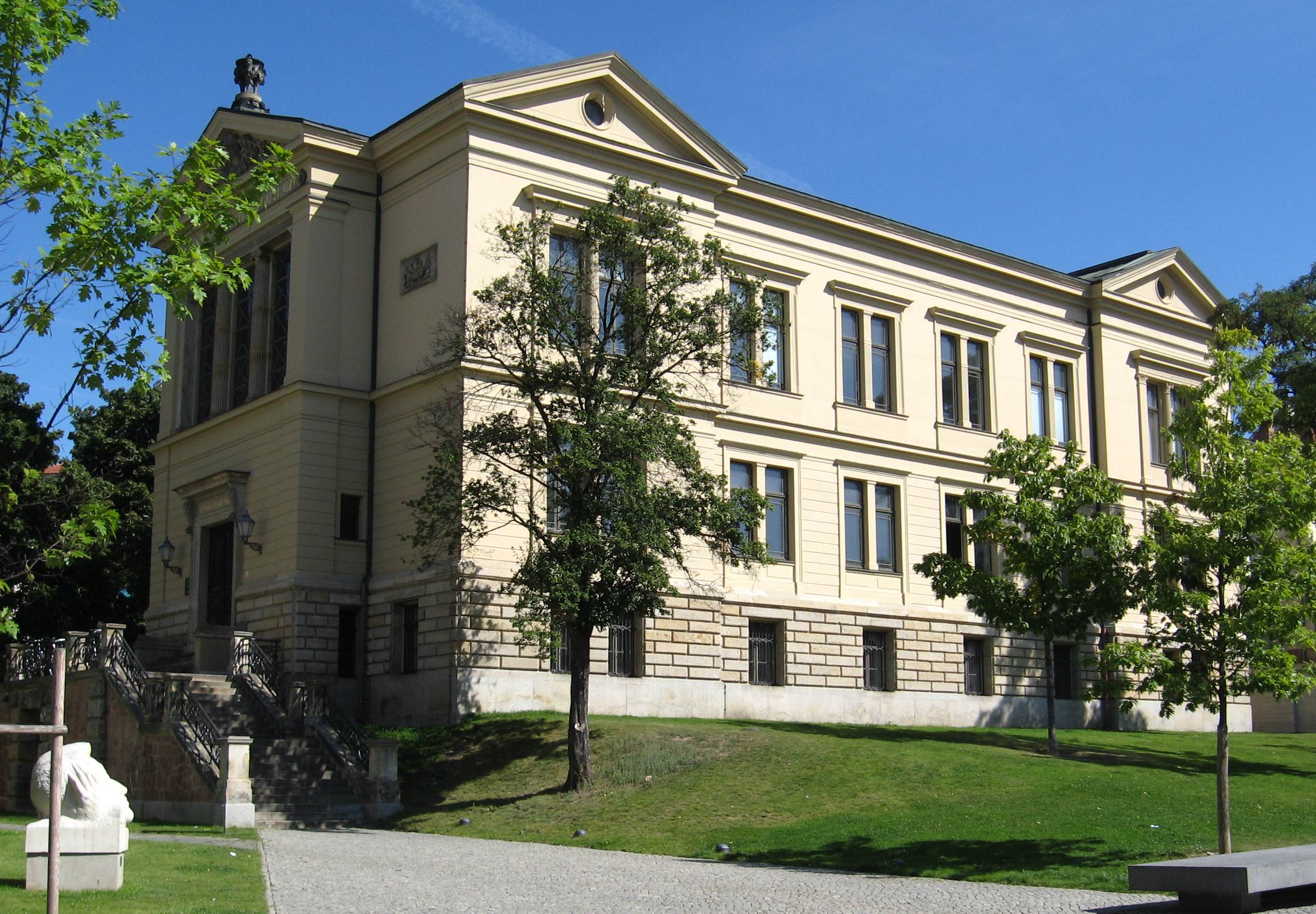
Das Archäologische Museum der Martin-Luther-Universität Halle-Wittenberg befindet sich im „Robertinum“

## Hintergrund
Das Museum ist das einzige im Bundesland Sachsen-Anhalt, das ausschließlich antike Kunst und Kultur des Mittelmeerraumes zeigt und orientalische, ägyptische, griechische, etruskische, römische und vorderasiatische Objekte versammelt. Neben den Sammlungen antiker Zeugnisse gehören Sammlungen von über 800 Gipsabgüssen antiker Plastiken, Daktyliotheken, galvanoplastische Nachbildungen und Aquarelle von pompejanischen Wandgemälden zum Bestand des Museums.
Die Ursprünge des Archäologischen Museums liegen in der Münzsammlung des Professors Johann Heinrich Schulze, die nach dessen Tod in den Besitz der Universität überging. Die Schulzsche Münzsammlung hat eine immense Bedeutung für die Herausbildung der Numismatik als universitäre Disziplin im Zusammenhang mit der deutschen Aufklärung. Die Vorlesungen des Philologen und Mediziners Schulze über die griechischen und römischen Altertümer nach antiken Münzen, begründeten die Altertumsforschung an der Universität Halle und in der Forschung wird angenommen, dass Johann Joachim Winckelmann, der in Halle zwischen 1738 und 1740 evangelische Theologie studierte, auch Lehrveranstaltungen von Schulze besucht hat, in denen antiken Münzen aus dessen Sammlung behandelt wurden.
Mit der Einrichtung des Lehrstuhles für Klassische Archäologie an der Universität im Jahre 1843 begann unter Ludwig Ross praktisch der kontinuierliche Aufbau einer Antikensammlung. Das Universitätsmuseum diente in erster Linie zunächst als Lehrsammlung für die Ausbildung der Studenten und gleichzeitig war es von Anfang an öffentlich. In dem von 1890 bis 1922 in Halle tätigen Carl Robert fand das Museum einen erfolgreichen Direktor, der mit Hilfe großzügiger Förderer die Sammlung beträchtlich zu mehren vermochte, so dass ein eigenes Museumsgebäudes nach Plänen des Architekten Otto Kilburger errichtet und im Jahr 1891 eingeweiht wurde. Bedingt durch Roberts archäologische Interessen entstand hier ein Forschungsmuseum, dem es in wenigen Jahrzehnten gelang, durch Ankäufe und Schenkungen die umfangreiche Sammlung aufzubauen, aus der bis heute allerdings nur weniges wissenschaftlich aufgearbeitet ist. Aus personellen und finanziellen Gründen ist dies aus eigener Kraft derzeit kaum zu ändern.
Neben einigen wenigen altorientalischen Schrifttafeln und ägyptischen Papyri, altägyptischen, griechischen und römischen Skulpturen beherbergt das Museum vor allem eine große Münzsammlung und zahlreiche Vasen, unter anderem Arbeiten des Achilleus-Malers und des Niobiden-Maler. Eines der bekanntesten Exponate der Sammlung ist eine panathenäische Preisamphora aus der Zeit zwischen 562 und 558 v. Chr., das wohl älteste oder zweitälteste bekannte Gefäß dieser Art.
Als Andreas E. Furtwängler 1994 den Lehrstuhl für Klassische Archäologie einnahm, wurde Manfred Oppermann im selben Jahr zum Leiter des Archäologischen Museums ernannt. Nachdem er in den Ruhestand gegangen war, folgte ihm als Leiter des Museums 2007 Stefan Lehmann bis zu seinem Ruhestand 2018 nach. Im selben Jahr wurde Stephan Faust Leiter des Museums.
Seit dem Jahr 2008 geben Furtwängler und Lehmann die Museumsreihe Kataloge und Schriften des Archäologischen Museums der Martin-Luther-Universität heraus. Mit jährlichen Studioausstellungen und Beteiligungen an auswärtigen Ausstellungen sowie aktuellen Forschungen ist das Archäologische Museum öffentlich gut sichtbar und beteiligt sich interdisziplinär an verschiedenen Forschungs- und Ausstellungsprojekten. Hierin liegen wichtige Impulse für die Schaffung spannender Ausstellungen, etwa in Zusammenarbeit mit dem Kunstmuseum Moritzburg des Landes Sachsen-Anhalt bei den Ausstellungen „Oskar Kokoschkas Antike. Eine europäische Vision der Moderne“ (2010), „Original bis … Fälschungen zwischen Faszination und Betrug“ (2014). In Verbindung mit dem Goethemuseum in Weimar konnte 2016 die Studioausstellung „Goethes allerliebste Klytia – Metamorphosen einer Frauenbüste“ gezeigt werden. Zusammen mit der Kulturstiftung Sachsen-Anhalt folgten 2018 zwei Ausstellungen. Im Kunstmuseum Moritzburg wurde anlässlich der Winckelmann-Jubiläen „Ideale. Moderne Kunst seit Winckelmanns Antike“ gezeigt und im Museum Schloss Neuenburg in Freyburg (Unstrut) „Bacchus – Gott des Weines“.
Anlässlich des am 9. Dezember 2016 begangenen 125-jährigen Jubiläums der Einweihung des neuerrichteten Museums am Universitätsplatz konnte mit Unterstützung der Ernst von Siemens Kunststiftung von den Erben Otto Kerns eine typische Gelehrtensammlung antiker Gegenstände aus dessen Besitz erworben werden. Kern war seit 1907 Professor für Klassische Philologie an der Universität und in den Jahren 1915/16 deren Rektor.